# تاريخ خطوط دلتا الجوية
خطوط دلِتا الجوية هي شركة طيران كبرى: بدأ تاريخ الشركة مع أول عملية غبار جوي للمحاصيل في العالم تسمى هاف دالاند دستر التي تأسست عام 1925 في ماكون في جورجيا لمكافحة غزو سوسة اللوز لمحاصيل القطن.
قاد سي إي وولمان المدير العام والرئيس التنفيذي الأول لشركة دلِتا لاحقًا مجموعة من المستثمرين للاستحواذ على أصول الشركة.
تأسست شركة خطوط دِلِتا للخدمات الجوية في الثالث من ديسمبر من عام 1928 وسميت على منطقة دِلِتا في مقاطعة الميسيسبي.
بدأت عملية نقل الرُكاب في عام 1929 من دالاس في تِكساس إلى جاكسون ميسيسبي وسرعان ما امتدت شرقًا إلى اتلانتا وغربًا إلى منطقة فورت وورث في مقاطعة تِكساس، توقفت خدمة الرُكاب في أكتوبر 1930 عندما تم منح عقد البريد الجوي للمسار الذي كانت دلِتا الرائدة فيه لشركة طيران أخرى.
دمج ولمان والمستثمرين الأخرون أصول شركة دِلِتا للخدمات الجوية السابقة في مجال غبار المحاصيل باسم شركة دِلِتا اير في عام 1930.
بدأت الشركة في ممارسة أعمالها تحت اسم خطوط دِلِتا وتحمل البريد من فورت وورث إلى تشارلستون في ساوث كارولينا، تم تغير اسم الشركة رسميًا في عام 1945.
خلال الخمسينات والستينات من القرن العشرين، كانت دلتا أول شركة طيران تحلق بطائرات دوغلاس دي سي -8 وكنفير880 وماكدونيل دوغلاس دي سي -9 وبحلول عام 1970كان لديها اسطول من الطائرات النفاثة.
بدأت الخدمة عبر المحيط الأطلسي في عام 1978 مع أول الرحلات الجوية من أتلانتا الى لندن بدون توقف، في عام 1990كانت دلتا اول شركة طيران في الولايات المتحدة التي تستخدم طائرات ماكدونيل دوغلاس ام دي -11.
أصبحت شركة الطيران الرائدة عبر المحيط الأطلسي بعد استحواذها على غالبية الخطوط الجوية عبر المحيط الأطلسي التابعة لشركة بان امريكان وورد.
أعلنت الشركة إفلاسها في عام 2005 بسبب ارتفاع الوقود خرجت من الإفلاس في عام 2007 بعد صد عملية استحواذ عدائية من الخطوط الجوية الامريكية، في عام 2008 استحوذت شركة دلتا على شركة نورثويست إيرلاينز التي استمرت في العمل كشركة فرعية مملوكة بالكامل حتى 31/12/2009 تم دمج أنظمة الحجز الحاسوبية والمواقع الإلكترونية الخاصة بالشركتين في 2010 وتم إيقاف العلامة التجارية لشركة نورثويست ايرلاينز.

## الجدول الزمني

### من 1925 الى 1940
يمكن ارجاع أصول دلتا الى الجهود الزراعية والملاحة الجوية التي اجتمعت في أوائل عشرينات القرن الماضي لإيجاد حل لغزو سوسة اللوز التي كانت تدمر محاصيل القطن. قاد عالم الحشرات بي ار كواد فريق من الباحثين في المختبر الميداني التابع لوزارة الزراعة الامريكية في تالولا، لويزيانا، قام بمساعدة طيارين والطائرات المعارة من الجيش بتطوير تحسينات حددت أن رش مسحوق المبيدات الحشرية من الجو ستكون الطريقة الأكثر فعالية للتعامل مع المشكلة.
من خلال العمل مع شركة كواد التي تتخصص في تصنيع الطائرات قامت مؤسسة هاف-دالاند ببناء اول طائرة في العالم مصممة لإزالة غبار المحاصيل وأنشئت شركة تابعة لتسويق الخدمة الجديدة تشغيلها.
تأسست في الثاني من مارس في عام 1925 في ماكون، جورجيا وأصبحت اول شركة لغبار المحاصيل الجوي في العالم، وانتقلت الشركة إلى مونرو، لويزيانا في صيف عام 1925، ترك سي إي وولمان منصبه في قسم الإرشاد الزراعي بجامعة ولاية لويزيانا وسافر في وقت الركود مع الشركة، حيث ساعدوا في إنشاء خدمات غبار المحاصيل والركاب ومع هذه الخبرة عاد وولمان إلى الولايات المتحدة وفي عام 1928، قاد مجموعة من المستثمرين المحليين للاستحواذ على أصول هاف دالاند دسترز.
تم تسمية الشركة الجديدة بإسم دِلِتا للخدمات الجوية حيث يقع مقرها في مونرو، لوس انجلوس، تم اقتراح اسم دِلِتا من قِبل كاثرين فيتز جيرالد السكرتيرة ارتقت لاحقًا إلى رتبة مدير تنفيذي في الشركة.
في 17/6/1929، بدأت شركة دلتا للطيران رحلات تتسع لخمس ركاب من دالاس، تِكساس إلى جاكسون ميسيسيبي مع توقف شريفيبورت ومونرو ولويزيانا. بحلول يونيو عام 1930 امتد طريق دلتا شرقًا إلى اتلانتا، المدينة الأسرع نمواً في الجنوب، وغربًا إلى فورت وورث، تِكساس.
تم انهاء هذه الخدمة في أكتوبر 1930 بعد مؤتمر الغنائم عندما منح مكتب البريد المسار الى الخطوط الجوية الامريكية السابقة.
إن عدم نجاح شركة دلتا في الفوز بعقد البريد التجاري وهو ما يمثل الخبز والزبدة لأي شركة طيران طموحة وهذا قد عرض وجودها للخطر.
علقت شركة دلتا إير سيرفس خدمة الركاب وباعت أصولها لمنافستها.
قام المصرفي المحلي ترافيس اوليفر بصفته الوصي، وسي أي وولمان ومستثمرين محليين أخرين بإعادة شراء أصول غبار المحاصيل لشركة دلتا إير سيرفس وتم تأسيسها تحت اسم شركة دلتا إير في عام 31/12/1930.
جاء الارجاء لشركة دلتا في اعقاب فضيحة البريد الجوي عندما أصدر الكونجرس الأمريكي قانون البريد الجوي لعام 1934 حصل سي أي وولمان على عقد منخفض المزايدة لطريق البريد الجديد 24.
كان يستخدم مسار طريق من تشارلستون، كارولينا الجنوبية الى فورت وورث مع توقفات في كولومبيا، اوغستا، اتلانتا وبرمنغهام وميريديان على طول الطريق.
بدأت خدمة البريد في 4/7/1934 وخدمة الركاب في 5/8/1934.
في عام 1941، انتقلت دلتا مقرها الرئيسي من مونرو إلى أتلانتا. حتى عام 1941، كانت شبكة دلتا عبارة عن سلسلة غير متفرعة من اثنتا عشرة مدينة من فورت وورث إلى تشارلستون في ولاية كارولينا الجنوبية. في ديسمبر من السنة ذاتها، جدولت دلتا عشر رحلات يوميًا من أتلانتا: ثلاثة إلى فورت وورث، واحدة إلى برمنغهام، واثنتان إلى كل من سينسيناتي، تشارلستون، وسافانا. كانت هذه الرحلات العشر وإيابها هي جدول رحلات دلتا بأكمله. 
في عام 1943 و1945: بدأت طرق دلتا في التوسع شمالًا وجنوبًا. في عام 1943، أضافت دلتا خدمة إلى نيو أورليانز، وفي عام 1945 إلى شيكاغو وميامي. أصبح اسم الشركة رسميًا دلتا إيرلاينز في عام 1945. بدأت خدمة الشحن المجدولة في عام 1946. 
في عام 1953: اشترت دلتا شركة شيكاغو وساذرن إيرلاينز وعملت تحت اسم دلتا-C&S للعامين التاليين. أضافت هذه الاستحواذ شبكة شمالية-جنوبية من شيكاغو وديترويت إلى هيوستن ونيو أورليانز، بالإضافة إلى أول مسار دولي لدلتا من نيو أورليانز إلى كاراكاس عبر هافانا. 
في عام 1956: توسعت شبكة دلتا لتشمل واشنطن العاصمة ونيويورك. في البداية، كانت الرحلات تتجه بشكل رئيسي إلى نيوارك، ولكن بين عامي 1957 و1958، أضافت كل من دلتا وبرانيف رحلات إلى إدلوايلد (المعروف الآن بمطار جون إف. كينيدي الدولي). 
بشكل ملحوظ، وحتى الاندماج مع شركة نورث إيرلاينز في عام 1972، لم تكن لدى دلتا أي رحلات مباشرة تربط الشمال الشرقي وفلوريدا.  

### من 1960 إلى 1970
أضافت دلتا طائرات الركاب بمحركات نفاثة إلى أسطولها في الستينيات؛ دخلت طائرة دوغلاس دي سي-8 الخدمة في سبتمبر 1959. كان شعار دلتا الجديد بالثلاثة ألوان الأحمر والأبيض والأزرق، والذي يشبه الثلاثي الأطراف (العلامة التجارية "الويدجيت") الموجود على طائراتهم، يمثل الجناح المنحني للطائرة النفاثة، بالإضافة إلى الحرف اليوناني دلتا. 
تمت إضافة طائرات كونفير 880 في عام 1960 (حطمت رقماً قياسياً في الطيران عبر السواحل) وفي عام 1965 تمت إضافة طائرة دوغلاس دي سي-9 أصبحت دلتا شركة طيران نفاثة بالكامل في عام 1970. 
في عام 1961، توسعت طرق دلتا نحو الغرب مع أول خدمة غير متوقفة بين أتلانتا وكاليفورنيا. اكتسبت دلتا شركة طيران نورث إيرلاينز في عام 1972. اشترت دلتا بعض طائرات بوينج 747-100، تم بيعها لشركة الخطوط الجوية الصينية لصالح طائرة لوكهيد L-1011. بدأت الخدمة عبر الأطلسي في عام 1978 مع أول خدمة غير متوقفة من أتلانتا إلى لندن. 

### 1980
أطلقت دلتا برنامج مكافآت المسافرين المتكررين الخاص بها في عام 1981، الذي أصبح برنامج SkyMiles في عام 1995. في عام 1982، اكتسبت الشركة طائراتها البوينج 737 الأولى. كما في ديسمبر 1982، استلمت دلتا أول طائرتي بوينج 757 و767-200 التي تم تسميتها باسم "روح دلتا"، والتي دفعت "من خلال تبرعات طوعية من الموظفين والمتقاعدين وشركاء دلتا في المجتمع". كان الجهد، المعروف بمشروع 767، مبادرة من ثلاث مضيفات جويات في دلتا لإظهار تقدير الموظفين لدلتا على الإدارة القوية والقيادة القوية خلال السنوات الأولى التي تلت تخفيضات تنظيم الطيران. بقيت الطائرة في أسطول دلتا حتى عام 2006، وتم إعادة طلائها بمظهر تذكاري وجولت البلاد للاحتفال بالذكرى السنوية الـ 75 للشركة في عام 2004. في عام 1987، اندمجت دلتا مع شركة طيران ويسترن، وأصبح رون آلان الرئيس التنفيذي للشركة المدمجة. بدأت الخدمة عبر المحيط الهادي في عام 1987 (أتلانتا - بورتلاند، أوريغون - طوكيو). 

### 1990
في عام 1990، أصبحت دلتا أول شركة طيران أمريكية تشغّل طائرات ماكدونيل دوغلاس-11، حيث استأجرت واحدتين منها من ميتسوي. اتسعت دلتا بشكل كبير من خلال شراء معظم الطرق الأوروبية التابعة لشركة بان أم بعد إعلان شركة بان أم افلاسها في عام 1991. في البداية، استكشفت دلتا توزيع مشترك لأصول بان أم مع شركة الطيران المتحدة حيث ستتولى دلتا عمليات بان أم الأوروبية المقرّة في نيويورك، وسيتولى الطيران المتحدة العمليات اللاتينية المقرة في ميامي. ومع ذلك، توصلت الشركتان إلى خلاف كبير حول من سيتولى طريق بان أم من ميامي إلى لندن. في 1 سبتمبر، استحوذت دلتا على الطرق الشرقية والأوروبية الخاصة ببان أم، بما في ذلك الطرق داخل أوروبا من محطة فرانكفورت (وقد تولت لوفتهانزا طرق IGS من وإلى برلين) واكتسبت مصلحة تحكمية في بقية شركة بان أم التي استمرت في تشغيل الطرق من ميامي إلى لندن وباريس وأمريكا اللاتينية. كان السعر الإجمالي لهذه الأصول 1.3 مليار دولار. وعلى الرغم من أن دلتا وعدت في البداية بزيادة أسهمها للحفاظ على استمرار بان أم، قررت عدم القيام بذلك بعد شهر، مما اضطر بان أم إلى وقف العمليات في 4 ديسمبر 1991. اشترت الطيران المتحدة الأصول المتبقية لبان أم بضعة أيام لاحقة، بما في ذلك الطرق عبر الأطلسي من ميامي، بإجمالي قيمة 135 مليون دولار. رفعت لجنة دائني بان أم دعوى قضائية ضد دلتا بقيمة تزيد عن 2.5 مليار دولار في 9 ديسمبر. في ديسمبر 1994، صدر حكم من قاضٍ فدرالي لصالح دلتا، مستنتجًا أنها ليست مسؤولة عن سقوط بان أم. جاءت صفقة بان أم لتمنح دلتا أكبر شبكة طرق عبر الأطلسي بين شركات الطيران الأمريكية. بسبب هذه الاستحواذات، أصبحت دلتا وما زالت أكبر ناقلة أمريكية عبر الأطلسي، من حيث عدد الركاب وعدد الرحلات التي تشغّلها. ضمت دلتا الطرق السابقة لبان أم التي اكتسبتها، بما في ذلك ديترويت إلى لندن، على الرغم من اعتراض طيران نورث ويست على دلتا بسبب وجودها الضعيف في ديترويت والعمليات الأكبر بالمقارنة التي يقوم بها طيران نورث ويست. حاولت طيران نورث ويست في وقت لاحق شراء طريق بالتيمور-لندن لشركة يو إس إير (الآن الخطوط الجوية الأمريكية) مقابل 5 مليون دولار ونقل الطريق إلى ديترويت، لكنها انتهت بشراء الطريق من دلتا في عام 1995. طوال التسعينات، حافظت دلتا على محطة مساعدة في بورتلاند لعملياتها في آسيا. بالإضافة إلى الرحلات المجدولة بانتظام إلى محطات دلتا الرئيسية خلال هذا الوقت (أتلانتا، سينسيناتي، دالاس، وسولت لايك سيتي)، كانت عدة رحلات من دلتا إلى آسيا تم توجيهها من بورتلاند ولوس أنجلوس، باستخدام طائرات L-1011 وMD-11كانت الوجهات تشمل بانكوك، فوكوكا (استؤنفت في 28 ديسمبر 2011 من هونولولو كمسار موسمي)، هونغ كونغ، مانيلا، ناغويا، سيول، تايبيه، وطوكيو (استؤنفت في 3 يونيو 2009 لتحل محل مسار طيران نورث ويست). كانت دلتا واحدة من شركات الطيران المستهدفة في مؤامرة العملية الفاشلة "بوجينكا": خطط المتآمرين لتفجير طائرة MD-11 تابعة لدلتا تقوم بالرحلة من سيول إلى بانكوك عبر تايبيه في 21 يناير 1995. 
في عام 1997، حققت دلتا إنجازًا غير مسبوق في صناعة الطيران: أصبحت أول شركة طيران تقوم بتسجيل أكثر من 100 مليون مسافر في عام واحد. بدأت دلتا أيضًا في التوسع في طرقها بين الولايات المتحدة وأمريكا اللاتينية. 
في عام 1998، قدمت دلتا وشركة الطيران المتحدة شراكة تسويقية تتضمن اتفاق استرداد متبادل بين برنامج سكاي مايلز وميليج بلاس وأرصدة مشتركة. هذا النظام سمح لأعضاء أي من برامج المسافر المتكرر لكسب الأميال على كل من الناقلين والاستفادة من صالات كل منهما. حاولت دلتا والطيران المتحدة إدخال اتفاقية مشاركة رموز أقرب، لكن هذا الاتفاق تم إلغاؤه بشكل فعال من قبل ALPA.  

### الألفينات
في عام 2000، تعاونت دلتا مع شركات خطوط الطيران المكسيكية والخطوط الجوية الفرنسية والخطوط الجوية الكورية لتشكيل تحالف عالمي يُعرف باسم "سكاي تيم". بعد ثلاث سنوات، بدأت دلتا أكبر تحالف مشترك داخلي مع شركتي الطيران كونتيننتال وشركة طيران نورث ويست. حاليًا، يعتبر "سكاي تيم" ثاني أكبر تحالف طيران في العالم (بعد تحالف ستار).[49] 
في عام 2008، خفضت دلتا بشكل كبير مدينة لوس أنجلوس التي كانت تعتبر مركزًا مهمًا لها، مما أنهى السعي نحو الحصول على وضع المركز كمحطة رئيسية، حيث تراجع عدد الوجهات التي تصلها الرحلات من المطار من 48 وجهة إلى 17 فقط.
تحول الأسطول في أوائل العقد 2000 
في محاولة لتبسيط أسطولها والاستفادة من التوافق عبر المنصات المختلفة، ليس فقط في تدريب الطيارين، بل أيضًا في الصيانة، بدأت الشركة في استبعاد الطائرات ذات المحرك الثلاثي لصالح الطائرات ذات المحركين. والآن، يتألف أسطول دلتا بالكامل من الطائرات ذات المحركين. وتُعتبر الشركة الآن أكبر مشغل لطائرات بوينج 767 في العالم. 
•كانت طائرات لوكهيد إل- 1011، لسنوات عديدة، الأسطول الرئيسي والعمود الفقري لشبكة دلتا الدولية، حيث وصل عددها إلى 56 طائرة في الخدمة في وقت واحد. تمت تقاعد آخر طائرة (إن 728دي أي) إل-1011 في 31 يوليو 2001. تمت الرحلة الأخيرة بصفة رسمية كرحلة 1949 من أورلاندو إلى أتلانتا. وقد استبدلت طائرات لوكهيد إل-1011 بطائرات بوينج 767-400. 
•استبدلت طائرات بوينج 727 العديدة في الشركة بالكامل بطائرات بوينج 737-800 في عام 2003. 
•أجرت دلتا أخيرًا رحلة أخرى لطائرات إم دي-11 في 1 يناير 2004، حيث كانت الرحلة رقم 56 من مطار ناريتا الدولي إلى أتلانتا. وقد أنهت هذه الرحلة فترة خدمة إم دي-11 التي تُعتبر نسبيًا قصيرة في الأسطول. تم استبدال طائرات إم دي-11 بطائرات بوينج 777-200ER. في 23 سبتمبر 2004، أكد متحدث باسم دلتا خطط بيع 8 طائرات MD-11 إلى فيديكس إكسبريس. تم بيع الطائرات المتبقية من طراز MD-11 إلى شركة الطيران العالمي للاستخدام في الرحلات التأجيرية أو تحويلها إلى طائرات نقل لشركة خطوط يو بي إس الجوية. 

## إفلاسها
بدأت دلتا في عام 2004 في إعادة هيكلة الشركة بهدف تجنب الإفلاس، حيث تضمن ذلك خفض 7000 وظيفة وتوسيع عملياتها في أتلانتا بشكل مكثف من خلال إضافة 100 رحلة جوية جديدة، مما جعلها "مركزًا نوعيًا" يتطلب من الشركة توزيع جدول رحلاتها بشكل أكثر توازنًا على مدار اليوم. في 15 أغسطس 2005، أكملت دلتا صفقة بيع الناقل الفرعي دلتا كونيكشن، شركة الطيران الأطلسية الجنوبية (ASA)، بقيمة 425 مليون دولار نقدًا لشركة سكاي ويست للطيران، بهدف الحصول على أموال لتجنب الإفلاس. ووصف المحللون هذه الخطوة بأنها يائسة، حيث قدروا قيمة ASA بحوالي 700-800 مليون دولار - وهو سعر لم تكن سكاي ويست على استعداد لدفعه. سعت دلتا إلى الحماية من دائنيها بموجب الفصل 11 من قانون الإفلاس الأمريكي في 14 سبتمبر 2005، من خلال تقديم طلب لمحكمة الإفلاس الأمريكية للمنطقة الجنوبية في نيويورك، في مانهاتن؛ وكانت لديها خصوميات تشمل ديونًا تقدر بحوالي 28.27 مليار دولار. وبالصدفة، قامت شركة الطيران المنافسة نورث ويست بطلب حماية بموجب الفصل 11 أيضًا في نفس اليوم عبر تقديم طلب لنفس المحكمة؛ وفي نهاية المطاف، اندمجت دلتا ونورث ويست بعد سنوات من إعادة الهيكلة وخروجهما من حالة الإفلاس، مع دلتا ككيان شركي ناجح. في ديسمبر 2005، قامت دلتا بخفض 26% من رحلاتها في مركزها بسينسيناتي ونقلت الطائرات إلى مراكزها الرئيسية في أتلانتا وسالت ليك سيتي.  

## إعادة التنظيم خلال إفلاس الشركة
في عام 2005، قامت دلتا بتسريع عملية إعادة الهيكلة، بالهدف من تحقيق تخفيضات تبلغ قيمتها إضافية تصل إلى 3 مليارات دولار سنويًا بحلول عام 2007. ومن ذلك المبلغ، كان من المقرر تحقيق 970 مليون دولار من تخفيف الديون وتوفير في الإيجارات والمرافق، بالإضافة إلى تعديلات في أسطول الطائرات التي تم البدء بها سابقًا. كان من المقرر خفض رواتب العاملين غير النقابيين بنسبة لا تقل عن 9% عبر الإدارات، مع خفض بنسبة 15% للمديرين التنفيذيين وتخفيض بنسبة 25% في راتب الرئيس التنفيذي جيرالد غرينستين. في ديسمبر 2005، وافق طيارو دلتا على خفض إضافي مؤقت بنسبة 14% في الأجور، إضافةً إلى النسبة 32.5% التي تم خصمها في بداية عام 2005. تم تحويل هذا الخفض إلى دائم بموجب تصديق اتفاق في يونيو 2006. بالإضافة إلى ذلك، كانت الشركة تخطط لفصل بين 7,000 و9,000 من 52,000 موظف لديها. في عام 2006، اشترت دلتا حقوق الطيران بين نيويورك ولندن من شركة الطيران المتحدة. في 24 فبراير 2006، عانت دلتا، إلى جانب شركات الطيران القارة وفيدكس إكسبريس، من تأثير كبير على العمليات المستقبلية إلى فنزويلا نتيجة لقرار الرئيس هوغو تشافيز بتقييد الرحلات القادمة إلى هذا البلد الجنوبي الأمريكي من الولايات المتحدة. استنادًا إلى كل هذه المبادرات الجديدة، توقعت دلتا العودة إلى التحقيق في الربحية بحلول نهاية عام 2007، بناءً على نموذج سعر النفط الخام بقيمة 66 دولار للبرميل، على عكس إعادة هيكلة شركات الطيران المفلسة الأخرى والتي تم تحديدها على أساس سعر 55 دولار للبرميل. في النهاية، تمكنت دلتا من تحقيق هذا الهدف من الربحية السنوية الكاملة في عام 2007. ابتداءً من عام 2007، بدأت دلتا في تقديم برمجة حسب الطلب على جميع الرحلات التي تستمر لأكثر من أربع ساعات في مراكزها الرئيسية في نيويورك، سالت ليك سيتي، وأتلانتا. وقد أتت هذه الخطوة ردًا على العروض الترفيهية التي قدمتها شركات طيران أخرى مثل جيت بلو إير وأخذت بنموذج خدمات سونج. البرمجة المباشرة والموسيقى مجانية، والأفلام متاحة حسب الطلب مقابل رسوم رمزية في الدرجة الاقتصادية ومجانًا في الدرجة الأولى. في 9 نوفمبر 2006، استدعت الشركة 1000 مضيفة طيران تم فصلهم سابقًا. كما استنفذت دلتا قائمتها للاستدعاء للطيارين وفي ديسمبر 2006، بدأت في قبول طلبات الطيارين لأول مرة منذ 5 سنوات. وكانوا يتوقعون توظيف ما يقرب من 200 ضابط طيار خلال عام 2007. 

## محاولة الاستحواذ الفاشلة من قبل شركة يو اس اير ويز
في 15 نوفمبر 2006، أفادت وكالة بلومبرغ أن مجموعة يو إس إير ويز، والتي تعد الشركة الأم لشركة طيران يو إس إير ويز، قد اقترحت استحواذًا على دلتا بقيمة 8 مليارات دولار نقدًا وأسهمًا. بالإضافة إلى إدارة دلتا، بدا موظفو دلتا متشككين للغاية من تصريحات إدارة يو إس إير ويز التي تدعي أن الاندماج لن يؤدي إلى تقليل وظيفي وسيوفر مستقبلًا أكثر أمانًا للكيان المدمج. بدأ الموظفون في ارتداء أزرار "احتفظ بـ دلتا بدلتي" والترويج لزيادة الوعي العام بمعارضتهم للاستحواذ المقترح. في 19 ديسمبر 2006، رفضت دلتا اقتراح الاندماج المقترح من مجموعة يو إس إير ويز. أطلقت الشركة أيضًا حملة إعلامية ضد الاندماج لزيادة الدعم العام. تم اعتماد الحملة "احتفظ بـ دلتا بدلتي" من جهود الموظفين تحت نفس الاسم. كان موقع الحملة يحتوي على عريضة إلكترونية واقتباسات من المعارضين البارزين وآثار الاندماج على المناطق المحددة. في تقريرها، ساقت دلتا العديد من الأسباب لرفض العرض، بما في ذلك أنه سيؤدي إلى تقديم خدمة عملاء أسوأ، واحتمال وقوع تسريحات وظيفية، وكونها شركة غير فعالة، وأكبر حامل ديون في الصناعة، وحيازتها على سلطات الاحتكار. في 20 ديسمبر 2006، أعلنت دلتا ومستشارها المالي، مجموعة بلاكستون، أن قيمة دلتا ستتراوح بين 9.4 مليار و12 مليار دولار بعد الظهور من إجراءات الإفلاس، مما سيمنحها قيمة سوقية مقارنة بشركة خطوط ساوث ويست الجوية أو أكبر من شركات, خطوط امريكان كونتينتال الجوية وخطوط أي إم أر الجوية مجتمعة. أكد الرئيس التنفيذي لمجموعة يو إس إير ويز، دوغ باركر، أن تقييم دلتا لذاتها يفتقر إلى المصداقية وغير واقعي. رد جيرالد جرينستاين، الرئيس التنفيذي لدلتا، عبر القول إن شركة الطيران المقرة في تمبي "هي الأسوأ بين جميع شركاء الاندماج المحتملين". في 10 يناير 2007، زادت يو إس إير ويز عرضها بنسبة 20٪ إلى 10.2 مليار دولار. كان العرض المعدل مقررا أن ينتهي بحلول 1 فبراير ما لم يفتح دائنو دلتا كتب الشركة ليو إس إير ويز ويؤجل جلسة محكمة مقررة في 7 فبراير بشأن خطة إعادة تنظيم دلتا. ردت دلتا ببيان، مدعية أن "...المقترح المعدل لا يعالج مخاوف كبيرة تم رفعها بشأن العرض الأولي من يو إس إير ويز وفي الواقع، سيزيد الدين المترتب على الشركة المدمجة بمليار دولار آخر". في نفس اليوم، تم تكهن بأن شركة الطيران دلتا كانت تجري محادثات مع شركات طيران أخرى مثل خطوط  كونتيتنال الجوية وخطوط نورث ويست الجوية  وخطوط يونايتد الجوية  لصد محاولة يو إس إير ويز للاستحواذ. ومع ذلك، نفى الرئيس التنفيذي جيرالد جرينستاين أن تكون هناك أي مفاوضات جادة مع شمال غرب أو أي شركة طيران أخرى. في 28 يناير 2007، زادت شركة الطيران يو إس إيرويز العرض بمليار دولار آخر وفقًا لصحيفة وول ستريت جورنال، ولكن المتحدثون باسم الشركة نفوا أي تغيير. في 31 يناير 2007، رفض دائنو دلتا محاولة استحواذ يو إس إير ويز العدائية، وانسحبت يو إس إير ويز من عرضها لشراء دلتا. في نفس اليوم، تجمع كبار مسؤولي الشركة والموظفين للاحتفال بإعادة تشغيل لافتة "طيارات دِلتا النفاثة " التاريخية في المطار الرئيسي للشركة، مطار هارتسفيلد-جاكسون أتلانتا الدولي. 

## الخرووج من الإفلاس
في 25 أبريل 2007، وافقت محكمة الإفلاس على خطة الإفلاس الخاصة بالشركة الجوية. في 30 أبريل 2007، خرجت شركة دلتا للطيران من حماية الإفلاس كشركة ناشئة مستقلة. قدّمت دلتا أيضًا شعارًا جديدًا يستحضر شعارها من السبعينيات والثمانينيات، إلى جانب طلاء جديد للطائرات. تم إلغاء الأسهم السابقة لدلتا اعتبارًا من يوم الاثنين 30 أبريل 2007، وبدأت الأسهم الجديدة في التداول بنظام "عند الإصدار" على بورصة نيويورك. بدأ تداول هذه الأسهم بشكل طبيعي في يوم الخميس 3 مايو 2007، بسعر انطلق من حوالي 20 دولار للسهم وصعد إلى 23.35 دولار كأعلى سعر. لكن ثقة المستثمرين تراجعت وسقط سعر السهم إلى 19 دولار لاحقًا في نهاية الأسبوع. عند خروجها من حماية الإفلاس، قامت دلتا بتوسيع عملياتها بمطار لوس أنجلوس الدولي بنسبة 50٪، مما جعلها المركز الثاني لدلتا على الساحل الغربي ومحورًا جديدًا محتملًا للوصول إلى آسيا، حيث تشغل الشركة الآن مجموعة من الرحلات اليومية تبلغ 99 رحلة من هذا الموقع. 

## بعد إنهاء حالة الإفلاس
في 10 مايو 2007، بدأت دلتا شراكة مع يو إس هليكوبتر، الذي يقدم خدمة من مطار جون إف. كينيدي الدولي إلى عدة مهبطات هليكوبتر في وسط مانهاتن.[74] في 12 يوليو 2007، استسلمت دلتا وشركاءها في سكاي تيم للتخلي عن فتحات (سلوتات) في الاتحاد الأوروبي لتخفيف المخاوف من الاحتكار. في 21 أغسطس 2007، عينت دلتا ريتشارد أندرسون، الرئيس التنفيذي السابق لشركة طيران نورث ويست والمدير التنفيذي السابق في مجموعة يونايتد الصحية، ليحل محل الرئيس التنفيذي السابق جيرالد غرينشتاين. تولى أندرسون المنصب في 1 سبتمبر. في 14 نوفمبر 2007، طالب إل بي باردوس كابيتال، صندوق الاستثمار الرأسمالي الذي يمتلك 7 ملايين سهم في دلتا و5.6 مليون سهم في يونايتد، بدمج الناقلتين. أدى هذا الإجراء إلى ارتفاع أسهم الشركتين. ومع ذلك، نفت الشركتان بسرعة وجود أي محادثات رسمية بشأن أي دمج. 
مفاوضات مساهمي شركة الخطوط الجوية اليابانية: 
في محاولة لتوسيع عمليات مركز دلتا في طوكيو في مطار ناريتا الدولي بعد الاندماج مع نورث ويست، أفادت (إن إتش كي اليابانية) في 11 سبتمبر 2009 بأن شركة الخطوط الجوية اليابانية (جي أي إل (تفكر جديا في السماح لدلتا بأن تصبح الشركة الأم الأغلبية. ومع ذلك، الخطوط الجوية اليابانية عضو في منظمة عالم واحد، الذي يعتبر منافسًا لتحالف سكاي تيم التابع لدِلتا وبالإضافة إلى ذلك، تم الإبلاغ عن أن الخطوط الجوية اليابانية كانت في محادثات مع أحد شركاء دِلتا، الخطوط الجوية الفرنسية- كي إل إم، وشريك لمنظمة عالم واحد لـلخطوط الجوية اليابانية ومنافس لدِلتا، الخطوط الجوية الأمريكية، من أجل استثمارات أسهم في الشركة. في 4 يناير 2010، أفادت يوميري شيبمون بأن الخطوط الجوية اليابانية وشركة مبادرة تحويل المشاريع اليابانية المدعومة من الحكومة اليابانية على الأرجح ستختار تكوين تعاون في مجال الأعمال ورأس المال مع دلتا، وأن الخطوط الجوية اليابانية ستنضم إلى تحالف كجزء من الصفقة. ووفقًا للتقرير، سيقلل هذا الإجراء من عمليات رحلات الخطوط الجوية اليابانية الدولية لصالح اتفاقيات مشاركة الرموز) اتفاقية الرموز المشتركة) مع دِلتا. كما ذكر التقرير أن الخطوط الجوية الأمريكية قد بدأت إجراءات لإنهاء المفاوضات مع الخطوط الجوية اليابانية. نفى المتحدث باسم الخطوط الجوية اليابانية الخبر وأكد أن المفاوضات مع دِلتا وامريكان كانت مستمرة. ذكرت يوميري في 16 يناير 2010 أن دِلتا قد توصلت إلى اتفاق مع الخطوط الجوية اليابانية على تعاون يتكون في الغالب من خدمات رحلات المشاركة. كان من المقرر أن توقع الخطوط الجوية اليابانية ودِلتا الاتفاق بعد بدء إجراءات حماية الافلاس، وكلا جهتي الطيران سيقدمان طلب للحصول على إعفاء من الاحتكار مع وزارة النقل الأمريكية. كما أعلنت الخطوط الجوية اليابانية أنها ستترك تحالف عالم واحد وستنضم إلى تحالف سكاي تيم وكان من المتوقع أن تعلن الخطوط الجوية اليابانية بشكل رسمي عن التعاون مع دِلتا والانتقال من تحالف عالم واحد إلى تحالف سكاي تيم في 1 فبراير 2010، اليوم الذي سيدمج فيه نظام حجوزات دِلتا نورثويست. وفي 8 فبراير 2010، اختارت شركة الخطوط الجوية اليابانية البقاء شريكة لشركة  الخطوط الجوية الأمريكية والبقاء في تحالف عالم واحد، مما أنهى المحادثات مع دلتا. 
٢٠١٠ 

## الاندماج مع شركة الطيران نورث ويست
في 14 أبريل 2008، وبعد محادثات الاندماج التي أُبلغ عنها لأول مرة في 15 يناير 2008، أعلنت دلتا وشركة الطيران نورث ويست عن اندماجهما لإنشاء أكبر شركة طيران في العالم تحت اسم دلتا. أسفر الاندماج عن تشكيل أكبر شركة طيران تجارية في العالم، بـ 786 طائرة. ستكون الشركة المقر الرئيسي للشركة المندمجة في أتلانتا وسيبلغ قيمتها التجارية 17.7 مليار دولار. كما أعلنت الشركة في 14 أبريل 2008 أنها اتفقت مع نقابة الطيارين على تمديد اتفاق التفاوض الجماعي الحالي حتى نهاية عام 2012. يوفر الاتفاق، بعد التصويت من قبل الطيارين، حصة بنسبة 3.5 في المئة لطياري دلتا في الشركة الجديدة التي تم إنشاؤها. تم دمج برنامج نورثويست ووورلد بيرك في برنامج دِلتا سكاي مايلز في 1 أكتوبر 2009. وفي 31 ديسمبر 2009، تم دمج الشهادات التشغيلية. تم دمج أنظمة الحجوزات في 31 يناير 2010، مع اعتزال العلامة التجارية نورثويست رسميًا. 

## الموافقة
تمت مراجعة الصفقة من قبل وزارة العدل وتجاوزت الفحص المكافح للاحتكار؛ كما كان متوقعًا، لم يتم حجب الصفقة نظرًا للتداخل الضئيل بين مسارات الطيران للشركتين والتهديد الضئيل للمنافسة في الصناعة. كما كان من المتوقع أن يكون الاندماج موضوع عدة جلسات استماع في الكابيتول. أعرب النائب جيم أوبرستار من مينيسوتا، الذي يشغل أيضًا منصب رئيس لجنة مجلس النواب للنقل والبنية التحتية، عن معارضته للاندماج وكافح ضده في واشنطن. كما حظي الاندماج بدعم قوي في الكابيتول من قبل أعضاء التشريع في جورجيا، بما في ذلك النائب لين ويستمورلاند، النائب ديفيد سكوت، والسيناتور جوني إيساكسون. في 7 أغسطس 2008، حصل الاندماج على موافقة تنظيمية من الاتحاد الأوروبي. بعد تحقيق دام ستة أشهر، خلص اقتصاديو الحكومة إلى أن الاندماج من المحتمل أن يقلل من التكاليف للمستهلكين دون التأثير على المنافسة. في 29 أكتوبر 2008، وافقت وزارة العدل الأمريكية على الاندماج بين دلتا إيرلاينز ونورث ويست. 

## الانتقال
جميع طائرات نورث ويست تمت إعادة طلائها في ألوان دلتا في النهاية. تم إعادة تسمية ثلاثة مراكز أمريكية تابعة لشركة نورث ويست وتم توحيد البوابات مع مطارات أمريكية أخرى. في المطارات التي كانت فيها نورث ودلتا يعملان في محطات منفصلة، انتقلت إحدى الشركتين إلى محطة الأخرى. في مايو 2012، بدأت المجموعة النهائية من الموظفين ومضيفي الطيران في العمل معًا. كانوا قد صوتوا سابقًا بـ "لا" لتمثيل النقابة.

## شركة طيران الصين الشرقية
في عام 2015، دخلت الشركة شراكة مع شركة طيران الصين الشرقية حيث ستشتري دلتا حصة بنسبة 3.55٪ في طيران الصين الشرقية مقابل 450 مليون دولار.

## تأجيل الرحلات
في عام 2016 في أغسطس 2016، تأخرت أو تم إلغاء الآلاف من رحلات الطيران بسبب مشكلة تقنية. ألقى هذا الأمر بعشرات الآلاف من الأشخاص في مواقف صعبة حول العالم.

### 2017-2018
في سبتمبر 2017، أصبحت رحلة دلتا 431 من سان خوان إلى ج.ن. يورك مشهورة لأنها فرت من إعصار إيرما من الفئة الخامسة للتصادم قبل أن يضرب الجزيرة بورتوريكو. في أكتوبر 2018، تسلمت شركة طيران دلتا أول طائرة إيرباص A220-100، N101DU، ضمن طلبية تضم 75 طائرة.

### 2019
في سبتمبر 2019، أعلنت دلتا عن شراكة مع مجموعة طيران لاتام، حيث ستشتري دلتا حصة بنسبة 20٪ في لاتام مقابل 1.9 مليار دولار وستستثمر 350 مليون دولار في الشراكة لمساعدة لاتام في التخلص من روابطها مع شركة عالم واحد.

### 2020
بعد انخفاض الطلب على السفر الجوي بسبب جائحة كورونا العالمية، أعلنت دلتا في 13 مارس 2020 أنها ستقلص سعة رحلاتها بنسبة 40٪. وبالإضافة إلى ذلك، ستؤجل دلتا تسليم الطائرات وتقلص التكاليف الرأسمالية بمقدار 2 مليار دولار وستوقف تشغيل ما يصل إلى 600 طائرة. في 2 يونيو 2020، تم تقاعد جميع طائرات إم دي-88 وإم دي-90. في أكتوبر 2020، قدمت شركة طيران دلتا وشركة طيران كندية ويست جيت مقترحًا لشراكة مشتركة إلى وزارة النقل الأمريكية. ردت الوزارة بعدد من الشروط، بما في ذلك إخراج شركة سووب التابعة لوست جيت من الشراكة المشتركة والتخلي عن 16 موقع إقلاع وهبوط في مطار لاغوارديا في نيويورك. انسحبت كلتا الشركتين من طلباتهما معتبرة الشروط "غير معقولة وغير مقبولة". ومع ذلك، في 23 يوليو 2021، أعلن الرئيس التنفيذي لوست جيت إد سيمز أن الشركتين ما زالتا تتقدمان بطلب شراكة مشتركة جديدة ومعدلة 

### من 2021 حتى الأن
بعد تكبد خسائر بسبب القيود على الصناعة من جائحة كورونا في العام السابق، أعلنت دلتا عن أول أرباح فصلية خلال الربع الثاني بقيمة 652 مليون دولار، مما ينهي سلسلة الخسائر التي دامت خمس فصول متتالية. على الرغم من الارتفاع في الأرباح، تظل الشركة 55٪ دون المبلغ الذي جمعته في الربع الثاني من عام 2019، حيث لا تزال جداول الرحلات غير مكتملة. ارتفعت السفريات عبر المطارات بنسبة أكبر مما كان متوقعًا من قبل دلتا، وحققت مبيعات نقدية صافية يومية أكثر بنسبة 20٪ من المتوقع. أعلنت الشركة أنها ستقتني 29 طائرة بوينج 737 مستعملة وستؤجر سبع طائرات إيرباص A350 مستعملة، من المتوقع تسليمها العام المقبل، استعدادًا لزيادة الطلب في السوق. في مايو 2023، أعلنت الحكومة أنها ستتخذ إجراءات ضد شركة طيران دلتا بسبب إدعاء مضلل للجمهور بشأن المحايدة الكربونية. 

## السابقون
تعتبر شركة طيران دلتا اليوم نتيجة للعديد من عمليات الاندماج خلال تاريخها. تشمل الشركات السابقة: خطوط شيكاغو والجنوب الجوية (تشكلت في عام 1933، دُمجت في دلتا في عام 1953). طارت دلتا تحت اسم حامل الطيران دلتا سي-اس للسنتين التاليتين.
(الخطوط الجوية الشمالية تشكلت في عام 1931، دُمجت في دلتا في أغسطس عام 1972). – الخطوط الجوية الشمالية (تشكلت في عام 1926، دُمجت في دلتا في عام 2010. كما كانت تعرف أيضًا باسم الخطوط الشرق شمالية من عام 1950 إلى عام 1986)
- – شركات الطيران الجمهورية(تشكلت في عام 1979، دُمجت مع خطوط نورثويست الجوية في عام 1986)
- – هوغوز ايرويست(تشكلت في عام 1968 باسم اير ويست نتيجة لاندماج ثلاثي بين خطوط بينونزا الجوية  و خطوط المحيط الهادئ الجوية و شركة طيران الساحل الغربي، تغير الاسم إلى هوغوز ايرويست في عام 1970، دُمجت في خطوط طيران الجهورية في عام 1980)
- خطوط بينونزا الجوية  (تشكلت في عام 1945، دُمجت في هوغوز اير ويست /اير ويست في عام 1968)
- – خطوط المحيط الهادئ الجوية( تشكلت في عام 1941، دُمجت في هوغوز ايرويست/ايرويست  في عام 1968)
- – شركات طيران الساحل الغربي( تشكلت في عام 1941، دُمجت في هوغوز اير ويست في عام 1968)
- -خطوط المركزية الشمالية الجوية )تشكلت في عام 1944   باسم خطوط ويسكونسن المركزية الجوية ، تغير الاسم إلى الخطوط المركزية الشمالية الجوية  في عام 1952، دُمجت في الخطوط الجمهورية الجوية في عام 1979)
- – الخطوط الجوية الجنوبية (تشكلت في عام 1944، دُمجت في الخطوط الجمهورية الجوية  في عام 1979)
- – خطوط بان امريكان الجوية (تشكلت في عام 1927، وعند افلاسها في عام 1991، اشترت دلتا مجموعة من أصول ومسارات بان امريكان ودمجتها في عملياتها) – الخطوط الجوية الكاريبية والخليج الأطلسي(تشكلت في عام 1927، دُمجت في خطوط بان امريكان الجوية العالمية في عام 1928)
- – الخطوط الجوية الأمريكية الخارجية(تشكلت في عام 1937، دُمجت في خطوط بان امريكان في عام 1950)
- -مؤسسة الطيارين الأمريكية الوطنية  (تشكلت في عام 1926، دُمجت مع خطوط بان امريكان الجوية في عام 1928)
- -الخطوط الجوية الوطنية (تشكلت في عام 1934، دُمجت مع خطوط بان امريكان الجوية في عام 1980)
- – الخطوط الجوية الغربية(تشكلت في عام 1925، دُمجت في دلتا في عام 1987) -خطوط ستاندردزالجوية (تشكلت في عام 1927، دُمجت (الخطوط الجوية الغربية) في عام 1930)

## الشركات التابعة لـ دلتا التي توقفت عن العمل
- - كومير بدأت خدماتها في مارس 1977 وكان مقرها في مطار سينسيناتي / نورث كنتاكي الدولي. بعد نجاحها في إدخال طائرات ذات سعة 50 مقعدًا إلى الولايات المتحدة، تم استحواذ دلتا عليها في أكتوبر 1999. أصبحت كومير الناقل الرئيسي لـ دلتا كونيكشن وقامت بتشغيل أكثر من 400 رحلة يوميًا من مطار سينسيناتي / نورث كنتاكي الدولي إلى جميع أنحاء الولايات المتحدة والمكسيك والكاريبي. أوقفت كومير العمل في 29 سبتمبر 2012 واندمجت في عمليات دلتا كونيكشن.
- - دلتا إكسبريس بدأت الخدمة في أكتوبر 1996 في محاولة من دلتا للتنافس مع شركات الطيران ذات التكلفة المنخفضة على مسارات موجهة نحو الرحلات الترفيهية. كان مطار أورلاندو الدولي مقر عملياتها الرئيسي واستخدمت طائرات بوينغ 737-200. توقفت عملياتها في نوفمبر 2003 بعد إنشاء سونغ.
- - سونغ بدأت الخدمة في 15 أبريل 2003 كشركة طيران من فئة واحدة تعمل بواسطة دلتا للتنافس مباشرة مع جيت بلو إير وذلك من محطتي الطيران الرئيسيتين للطيران من مطار نيويورك جاي إف كي. في الجانب المالي، عانت الشركة بالرغم من أن العلامة التجارية اعتبرت إضافة ناجحة إلى السوق بين الشمال الشرقي وفلوريدا. في 1 مايو 2006، دمجت سونغ في العلامة التجارية الرئيسية لشركة دلتا.
- - دلتا برايفت جيتس بدأت الخدمة في عام 1984 لتقديم خدمات الطيران الخاص من مطار سينسيناتي / نورث كنتاكي الدولي. في 31 يناير 2020، دمجت دلتا برايفت جيتس مع شركة ويلز أب.
- - أكاديمية الطيران الجوية بدأت في عام 1987 كمدرسة طيران للطيارين المحتملين الذين يرغبون في الدخول في مهنة طيار الطائرة التجارية. في عام 2017، تم بيعها إلى شركة تقنيات إل ثري.

## تصميم وعلامة تجارية
لمعظم تاريخ شركة الطيران، كانت كل طرازات الطائرات ترتدي طلاءً مميزًا، حيث كان اللون البرتقالي شائعًا كلون تحديد. في أواخر الثلاثينات من القرن الماضي، ظهرت الطائرات بشكل رئيسي في لون المعدن الطبيعي مع تفاصيل حمراء وزرقاء، والتي تم تطويرها أكثر في الأربعينات. من أواخر الأربعينات فصاعدًا، غالبًا ما كانت الطائرات مصبوغة بجزء علوي أبيض مع خطوط حمراء وزرقاء، مع تفاصيل متنوعة بين أنواع الأسطول. مع دخول أول طائرات الشركة بنمط جت في عام 1959، تم منح طرازات مثل دوغلاس دي سي-8 وكونفير 880 لوحات تحمل تصاميم فريدة لم يتم استخدامها في طرازات أخرى. هذا تغير في عام 1962 مع إطلاق "الويدجت"، وهو شعار ثلاثي الأضلاع يهدف إلى استحضار أجنحة الطائرة النفاثة. تم تصميم الشعار واللوحة بشكل رئيسي بقليل من التغيير على مدى الـ 35 عامًا التالية. كانت اللوحة تتكون من بالغالب هيكل طائرة أبيض وقاعدة معدنية عارية بشريط أزرق على طول النوافذ، مما يتبعه شريط أحمر ضيق وعنوان "خطوط دِلتا الجوية" بزاوية خلفية (والذي اختُصر فيما بعد إلى "دِلتا" فقط). كان الذيل يتميز بنسخة زاوية من شعار الويدجت مع عناوين صغيرة "دِلتا" كان لدى دوغلاس دي سي-9 شعار ذيل موجه جانبيًا في البداية، ولكن في وقت لاحق تم إعادة طلاءه ليتناسب مع أنواع الأسطول الأخرى. وأضافت الشركة طراز لوكهيد إل- 1011، الذي تم تقديمه في عام 1972، أنفًا أسود اللون تم نشره في جميع الطائرات في أواخر الثمانينيات. تعرضت اللوحة لتغيير كبير في عام 1997، حيث تغير الشريط لينحدر على الأنف للطائرة (مع لون أحمر مماثل) وعناوين "خطوط دِلتا الجوية" بخطين. كان الذيل مطليًا باللون الأزرق بالكامل، مع تحديد أحمر منحني على الحافة الأمامية. وتم تصميم حاويات المحركات بنفس تصميم الجزء الأمامي للهيكل. في عام 2000، تم تغيير اللوحة مرة أخرى، حيث تكونت من هيكل طائرة أبيض بالكامل مع تصميم ذيل ثلاثي الألوان (بالأحمر والأزرق الداكن والأزرق الفاتح) يشبه القماش المتموج. وتم تعديل الويدجت أيضًا بواسطة مؤسسة لاندور لتضمن منحنيات ناعمة. في عام 2004، تم إعادة طراز الميل المبتكر وتطبيقه على الطائرات التي تم طلاؤها حديثًا. عند عودة دلتا إلى الاستقرار المالي في عام 2007، قدمت الشركة لوحة جديدة أخرى، تتألف من هيكل طائرة بلون أبيض قبيح، وقاعدة أسفل طائرة بلون أزرق داكن منحني، وذيل أزرق داكن يحتوي على نسخة من الويدجت الجديدة بزاوية قصيرة. صممتها شركة ليبينكوت حيث تم تقسيم الويدجت بشكل رأسي إلى جانبين أحمر فاتح وأحمر داكن، مما أعطاها مظهرًا ثلاثي الأبعاد. على الطائرات التي تحتوي على محركات على الأجنحة، طُليت حاويات المحركات بلون أزرق داكن. هذا اللوح هو اللوحة التي تم استخدامها منذ ذلك الحين وتم تحديثها قليلاً في عام 2015 بإضافة شعار الشركة باللون الأبيض على الجانب السفلي للعديد من الطائرات.